# Cublà de Sabine
El cublà de Sabine (Dryoscopus sabini) és un ocell de la família dels malaconòtids (Malaconotidae).

## Hàbitat i distribució
Habita els boscos de les terres baixes a Sierra Leone, Libèria, Costa d'Ivori, Ghana, Benín, Nigèria i sud del Camerun, sud-oest de la República Centreafricana, i nord i nord-est de la República Democràtica del Congo cap al sud fins Guinea Equatorial, el Gabon, República del Congo, Cabinda i sud-oest i sud de la República Democràtica del Congo.